# Hebron (Nebraska)
Hebron ist eine Stadt (City) und Sitz der Countyverwaltung (County Seat) im Thayer County im Süden von Nebraska, Vereinigte Staaten. Das U.S. Census Bureau hat bei der Volkszählung 2020 eine Einwohnerzahl von 1.458 ermittelt.

## Geografie
Die Stadt Hebron befindet sich im Zentrum des County. Die nächstgelegenen größeren Städte sind Grand Island (31 km nordwestlich) und Lincoln (110 km östlich).

## Geschichte

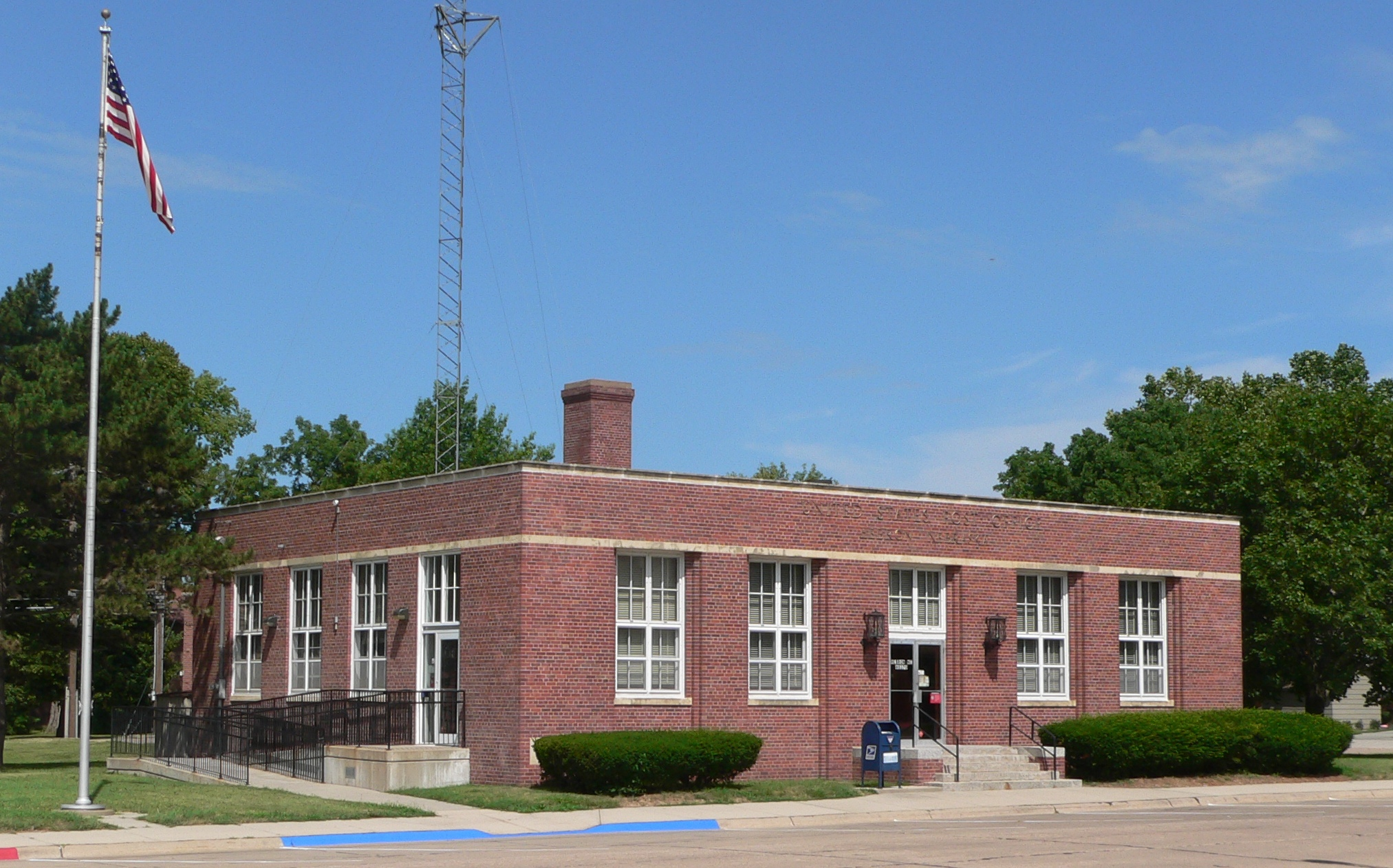
Postgebäude von 1937

Der Ort wurde 1869 von einer Kolonie der Christian Church gegründet und nach der Stadt Hebron im Westjordanland benannt. Ein Postbüro wurde im selben Jahr eröffnet. Das Postgebäude von 1937 ist im National Register of Historic Places eingetragen.

## Verkehr
Der Ort ist über den U.S. Highway 81 oder U.S. Highway 136 zu erreichen.
Im Süd des Stadtgebiets liegt der Hebron Municipal Airport.

## Söhne und Töchter der Stadt
- Ken Darby (1909–1992), Komponist